# Devon Energy Tower
Devon Energy Tower je kancelářský mrakodrap v texaském městě Houston. Má 36 pater a výšku 159 metrů. Byl dokončen v roce 1978 podle návrhu firmy Lloyd Jones Brewer & Associates.